# 清瀬三郎
清瀬 三郎（きよせ さぶろう、1902年（明治35年）1月5日 - 1989年（平成元年）12月15日）は昭和時代の日本の民事専門の弁護士、スポーツ指導者。

## 来歴・人物
兵庫県出身。旧制神戸二中卒。東京帝大卒。ラグビーの選手であった。1946年（昭和21年）日本体育協会理事長に就任し、国民体育大会の生みの親となる。スポーツの国民大衆化を目指した。全日本軟式野球連盟、日本ラグビーフットボール協会、日本軟式庭球連盟などの役員を歴任。
国家公安委員、東京女子短大学長も務めた。

## 略歴
- 1942年（昭和17年） - 日本ラグビー協会理事
- 1946年（昭和21年）
  - 日本体育協会理事長
  - 全日本軟式野球連盟創立とともに副会長
- 1949年（昭和24年） - 日本卓球協会会長
- 1950年（昭和25年）
  - 全日本軟式野球連盟会長
  - 日本学生卓球連盟会長
- 1951年（昭和26年） - 全日本大学準硬式野球連盟会長

## 家族
大正、昭和時代の日本の弁護士